# Слонский, Габриэль

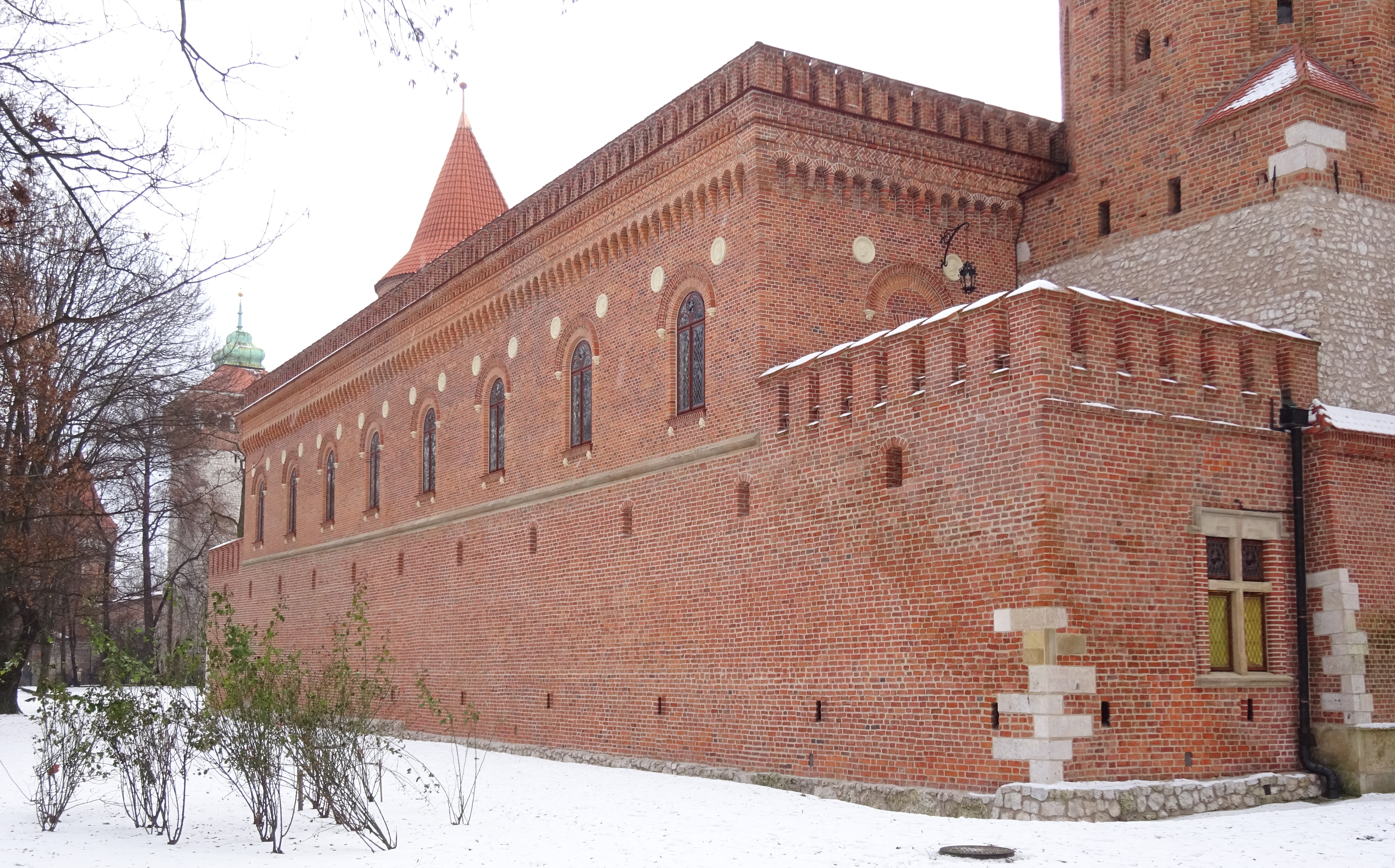
Городской арсенал, Краков

Габриэль Сло́нский герба Остоя (пол.  Gabriel Słoński, 1520 год — 1598 год, Краков) — краковский бурмистр, польский архитектор.
C 1559 по 1567 год Габриэль Слонский был старшим краковской гильдии каменщиков и каменотёсов. С 1564 по 1569 год был главным городским строителем. В 1573 году был выбран бурмистром Кракова. Построил для себя дом на современной улице Каноничной, 21, дом для Эразма Чечотки на улице святой Анны, 2. Закончил строительство епископского дворца, которое начал Ян Мария Падовано. Работал при строительстве домов на улице Брацкой и при городских стенах, построив Городской арсенал.